# Александрополь (Крым)
 Александро́поль — исчезнувшее село в Бахчисарайском районе (Автономной) Республики Крым. Селение находилось в северной части района, на левом берегу среднего течения реки Альмы в западной части современного села Нововасильевка.

## История
Александрополь — одно из первых русских поселений в Крыму, основано, видимо на месте покинутой деревни Алатык-Эли, ещё упоминающейся в Камеральном Описании Крыма 1784 года в составе Бахчисарайского кадылыка Бахчисарайского каймаканства. Как Александрополь село отмечено уже в результатах V ревизии 1796 года, зафиксировавшей 15 душ жителей. К тому времени административно село относилось к Акмечетский уезд Новороссийской губернии. По новому административному делению, после создания 8 (20) октября 1802 года Таврической губернии, Александрополь приписали к Актачинской волости Симферопольского уезда. В документах XIX века к селу (позже — хутору и имению) часто добавлялось второе название: Алатакой и Алатык-Эли, встречавшееся в кадиаскерских документах времён Крымского ханства, как деревня на Альме (например, дело 1675 года).
В Ведомости о всех селениях в Симферопольском уезде состоящих с показанием в которой волости сколько числом дворов и душ… от 9 октября 1805 года селение, по какой-то причине, не попало, но на военно-топографической карте генерал-майора Мухина 1817 года обозначена как Александропольская, правда, без указания числа дворов. После волостной реформы 1829 года село отнесли Яшлавской волости. На карте 1836 года в деревне 4 двора, а на карте 1842 года Русский Александрополь обозначен условным знаком «малая деревня (менее 5 домов)».
В результатах VIII ревизии 1864 года, согласно «Списку населённых мест Таврической губернии по сведениям 1864 года», поселение записано как частновладельческие хутора и дачи, но под двумя названиями: Александрополь и Алатык-Эли с 5 дворами и 20 жителями при реке Алме, а на трёхверстовой карте Шуберта 1865—1876 года общего названия поселение не имеет, но на его месте обозначены хутора Малсеича, Эгиза и экономия Варле. В «Памятной книге Таврической губернии 1867 года» Александрополь значится среди деревень Альминской долины, а в «Памятной книге Таврической губернии 1889 года» , по результатам Х ревизии 1887 года, Александрополь не упомянут вовсе, (на подробной военной карте 1890 года обозначена безымянная усадьба)
Последний раз в известных документах хутор Ново-Васильевского Товарищества «Алма-Александрополь» Тав-Бадракской волости с 1 двором без постоянных жителей встречается в «Статистическом справочнике Таврической губернии, ч.1, Статистический очерк Таврической губернии, часть II, Выпуск шестой… 1915 год». На километровой карте 1942 года на месте бывшего Александрополя обозначен колхоз Завет Ленина, когда произошло слияние с Нововасильевкой пока не установлено.